# Kouttarivier
Kouttarivier (Zweeds – Fins: Kouttajoki) is een rivier annex beek, die stroomt in de Zweedse  gemeente Kiruna. De rivier begint als twee beken. Eén ervan ontstaat op de noordelijke helling van de berg Jeytis; de andere op de zuidoostelijke helling van de Koutta. De twee stromen samen oostwaarts en krijgen dan nog water van de Jeytisrivier. Uiteindelijk belandt het water in de Könkämärivier.
Afwatering: Kouttarivier → Könkämärivier →  Muonio → Torne → Botnische Golf